# Воронежский завод строительных алюминиевых конструкций
Воронежский завод строительных алюминиевых конструкций (ВЗСАК) имени Ф. Б. Якубовского — предприятие по производству алюминиевых профилей, основано в 1969 году, ликвидировано в 2011 году, располагалось в городе Воронеж на улице Землячки.
Завод был крупнейшим в Европе предприятием, занятым изготовлением строительных ограждающих конструкций из алюминиевых сплавов для промышленного и гражданского строительства, специализировался на проектировании, производстве и монтаже как серийных, так и индивидуальных строительных алюминиевых конструкций.

## История
Идея строительства алюминиевого завода в Воронеже начала зарождаться ещё в 1930-х годах. Это было связано с открытием в регионе значительных залежей качественной глины. Месторождения содержали большое количество глинозема, сравнимые с тихвинскими бокситами, и значительно превосходили глуховской каолин по количеству оксида железа. Только одно Латненское месторождение, расположенное недалеко от Воронежа, насчитывало около 2 миллиардов тонн запасов глины.
Ноябрь 1973 года стал важной вехой в истории промышленной сферы Воронежа. Именно в этот период был запущен Воронежский завод алюминиевых строительных конструкций (ВЗАСК), который начал выпуск своей первой продукции. Это событие имело значительное значение для развития городской экономики и промышленности региона.
В 1975 году заводу присвоено имя Ф. Б. Якубовского.
В 1986 году Воронежский завод строительных алюминиевых конструкций (ВЗСАК) имени Ф. Б. Якубовского вошёл в состав Всесоюзного проектного промышленно-строительного объединения «Союзлегконструкция». В 1992 году завод был преобразован в акционерное общество открытого типа (АООТ), которое позже стало открытым акционерным обществом (ОАО). Производственные мощности завода позволяли выпускать 20000 тонн продукции в год.
В апреле 2002 года на ВЗСАК начата процедура банкротства.
В 2004 году на базе производственных мощностей ОАО «ВЗСАК», ликвидированного в 2003 году, был образован «Воронежский алюминиевый завод». Завод специализировался на экструзии алюминиевых профилей, а также их защитно-декоративном покрытии (электрохимическом анодировании, оксидировании и порошковой окраске).
Существовали планы по переоснащению прессовых линий, линии анодирования и установке нового оборудования для крацевания и порошковой окраски. Предполагалось, что завод будет выпускать более 3500 видов алюминиевых профилей для различных секторов рынка, а также технологическое оборудование для торговли и общественного питания, рекламные и другие конструкции. Однако, несмотря на эти планы, производство так и не было запущено. В 2011 году закрытое акционерное общество (ЗАО) «Воронежский алюминиевый завод» было ликвидировано.
В структуре ВЗСАК находились литейный цех, прессовый цех и гальванический технологический передел. Также завод имел собственную железнодорожную ветку и подвижной состав. Во время существования СССР при заводе действовала база отдыха, располагавшаяся в Одессе.
В настоящее время в зданиях бывшего завода расположен технопарк «Проминвест»

## Руководство завода
- Альберт Георгиевич Михайлов (1974 — ?)[8]
- Анатолий Алексеевич Наумов (? — 2001)[9]

## Продукция
- Строительные конструкции (облицовочные панели, алюминиевый профиль)
- Товары неродного потребления (лестницы, карнизы для штор, сушилки для белья и т. д.)
- Архитектурные изделия (Торговые павильоны, киоски, таксофонные кабины)[10]